# Blagoje Nešković

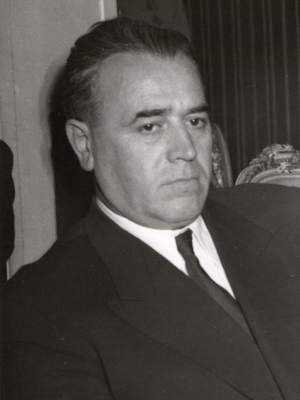
Blagoje Nešković

Blagoje Nešković ( Kragujevac, 11 de fevereiro de 1907 - Belgrado, 11 de novembro de 1984) foi um político comunista iugoslavo e Doutor de Medicina na Guerra Civil Espanhola.